# Neobyrnesia
Neobyrnesia es un género con una especies de plantas de flores perteneciente a la familia Rutaceae. 

## Especies seleccionadas
- Neobyrnesia suberosa